# دهکده سلامتی
دهکده سلامتی به مجموعه‌های اقامتی گفته می‌شود که خدمات سلامتی را به میهمانان خود ارائه می‌دهند . نمونه کامل آن ایجاد یک محیط طبیعی و به دور از آودگی‌های زندگی شهری و ارائه خدمات طب سنتی و گیاه هان دارویی در محیط به مراجعه کنندگان است.

## دهکده سلامتی در ایران
در ایران تعداد زیادی مرکز به نام دهکده‌های سلامتی وجود دارد مانند دهکده باری در ارومیه یا مزرعه چشمه دماوند در منطقه دماوند.
البته می‌توان گفت به دلیل برداشت‌ها و نگاه‌های متفاوت و در برخی موارد نادرست از مفهوم دهکده‌های سلامتی همه این مراکز ایجاد شده نمی‌توانند مفهوم درست دهکده سلامت را در برگیرند.

### دهکده سلامت ملک آبادمشهد
می توان از دهکده‌های سلامت درایران دهکده سلامت ملک آباددرمنطقه نمونه گردشگری 
ملک ابادمشهدرانام برد که مراحل اخذمجوزات کارگروه گردشگری ومصوبه هیات دولت را دارابوده وتوسط کمیته گردشگری سلامت طرح ملی انتخاب شده‌است و بطورجدی توسط سرمایه‌گذاربخش خصوصی(شرکت سرمایه گذاری پردیس پارسیان خراسان رضوی) در حال اجرایی شدن است.
اولین دهکده سلامتی ایران با رویکرد ترک اعتیاد . درمان و باز توانی اعتیاد با متد و روشهای نوین طبیعت درمانی در شهر زیبای رامسر در سال 1399 افتتاح گردید و مدیریت این مجموعه با دکتر سعید صفاتیان میباشد . برای اطلاعات بیشتر و دریافت مشاوره رایگان و تماس با دهکده سلامتی رامسر به وبسایت مرکز باز توانی اعتیاد مراجعه نماییذ